# تمثیل ساعت‌ساز
تمثیل ساعت‌ساز یا برهان ساعت‌ساز برهانی غایت‌شناختی است که اظهار می کند، از طریق تمثیل، که یک طراحی حاکی از یک طراح است. این تمثیل نقش برجسته ای را در الهیات طبیعی و «برهان طراحی» بازی کرده است، جایی که برای پشتیبانی از وجود خدا و برای طراحی هوشمند جهان، در هم مسیحیت و هم دادارباوری استفاده شده است.

## ارجاعات
1. ↑  "Watchmaker analogy". Wikipedia (به انگلیسی). 2020-03-18.